# Stepfather II
Stepfather II  ou também Stepfather 2: Make Room for Daddy (Brasil: A Volta do Padrasto / Portugal: O Padrasto Assassino) é um filme de terror, produzido nos Estados Unidos em 1989, co-escrito por Carolyn Lefcourt e Brian Garfield e dirigido por Jeff Burr .
É uma sequência do filme clássico cult "O Padrasto" (1987), com Terry O'Quinn reprisando o personagem-título. O filme teve uma continuação, "O Padrasto - Ele Voltou Para Ficar" (1992).

## Sinopse
O psicopata Jerry Blake (Terry O'Quinn) consegue fugir do manicômio e se instala em outra cidade, desta vez como conselheiro matrimonial. Agora ele parece ter achado a muher ideal Meg Foster, com um filho que o adora. Mas outras pessoas se metem no seu caminho, tentando impedir seu casamento. Elas estão interferindo! Uma a uma, Jerry elimina qualquer pessoa que ameace seus planos para formar uma família feliz.

## Elenco
- Terry O'Quinn ... Jerry Blake / The Stepfather
- Meg Foster ... Carol Grayland
- Caroline Williams ... Matty Crimmins
- Jonathan Brandis ... Todd Grayland
- Henry Brown ... Dr. Joseph Danvers
- Mitchell Laurance ... Phil Grayland
- Miriam Byrd-Nethery ... Sally Jenkins
- Leon Martell ... Walt 'Smitty' Smith
- Renata Scott ... Betty Willis
- John O'Leary ... Sam Watkins
- Glen Adams ... Salesman
- Eric Brown ... Hotel Attendant